# Edward Leedskalnin

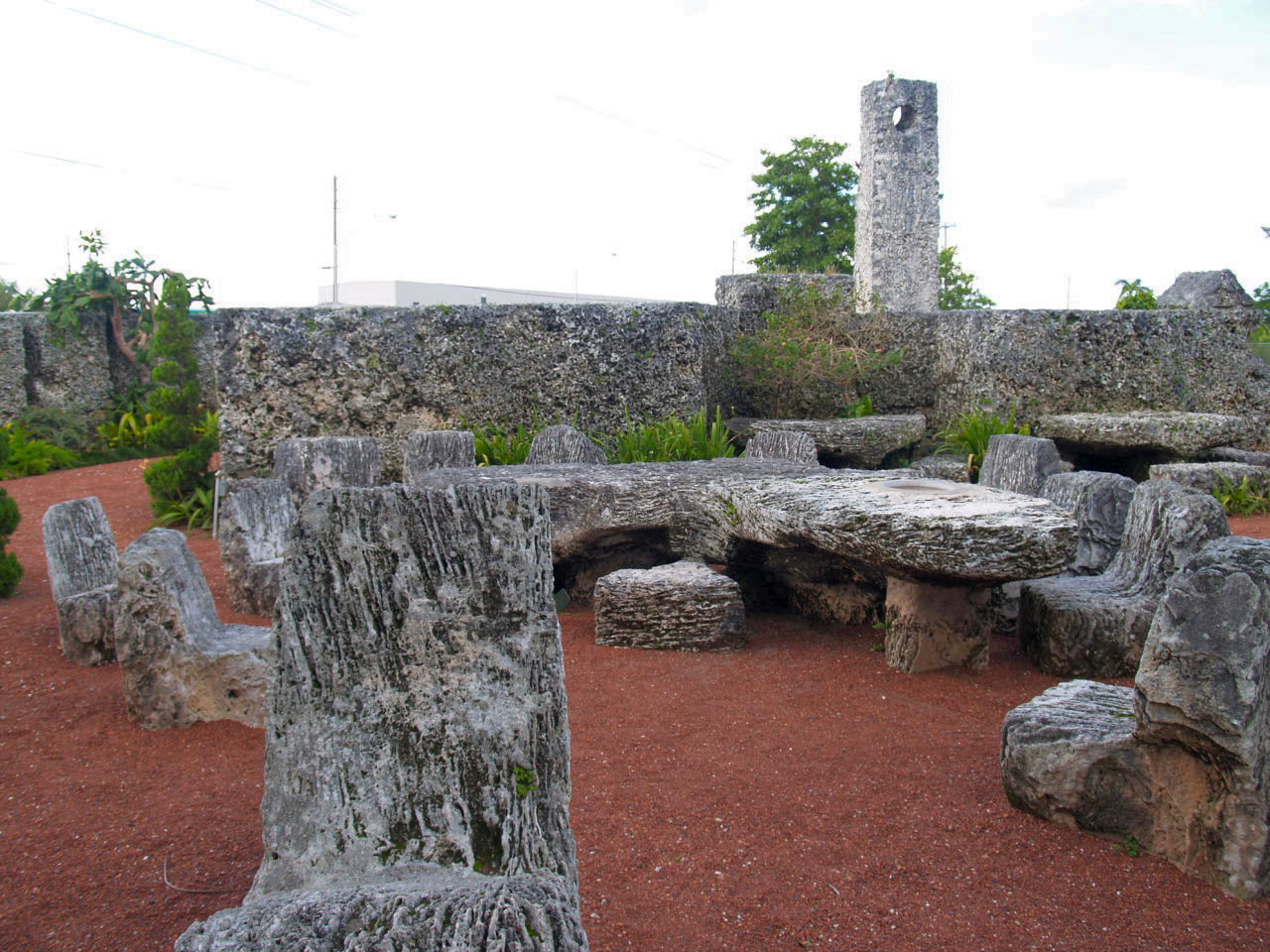
Vista desde el interior del Castillo de Coral de Leedskalnin.

Edward Leedskalnin (letón: Edvards Liedskalniņš) (12 de enero de 1887, Stāmeriena, Livonia — 7 de diciembre de 1951, Miami, Florida) fue un excéntrico emigrante letón en los Estados Unidos y escultor amateur, que construyó con sus propios medios el monumento conocido hoy en día como Castillo de Coral (inglés: Coral Castle), ubicado en Homestead, Florida. También son destacadas sus inusuales teorías acerca del magnetismo.

## Vida
De acuerdo con el registro de alistamiento de la Primera Guerra Mundial, Edward Leedskalnin nació el 12 de enero de 1887 en la parroquia civil (letón: pagasti, plural) de Stāmeriena, en la municipalidad de Gulbenes Novads de la provincia de Vidzeme, en la actual Letonia, pero entonces parte de las Gobernaturas del Báltico bajo la administración del Imperio ruso.
De su infancia se sabe poco, aparte del hecho de que no creció en un ambiente económicamente holgado y que solo llegó a cursar estudios hasta cuarto de primaria.
A los 26 era el prometido de Agnes Scuffs, una chica 10 años menor que él y a la cual más tarde se referiría como su Dulce Dieciséis (inglés: "Sweet Sixteen"). Un día antes de la ceremonia Agnes canceló la boda, y unos años más tarde Leedskalnin emigró a Norteamérica; allí trabajó en diversos aserraderos de Canadá, California y Texas.
Contrajo tuberculosis, y alrededor de 1919 emigró al clima más favorable de la Florida, donde compró un pequeño lote de tierra en Florida City. Durante los próximos 20 años Leedskalnin habitó en un inmenso monumento de coral que construyó como un tributo a la chica que años atrás le hubo dejado. Trabajando solo y de noche Leedskalnin finalmente extrajo y esculpió alrededor de un millón de kilos (1.100 toneladas cortas) de coral en la fabricación de dicho monumento, al cual nombró Parque de la Puerta de Piedra (inglés: Rock Gate Park), y actualmente conocido como Castillo de Coral (inglés: Coral Castle).
Leedskalnin daba respuestas educadas pero crípticas a las preguntas de los visitantes con relación a su método de construcción, el cual hoy en día sigue siendo un misterio. A pesar de su naturaleza reservada, finalmente abrió el monumento al público en 1923 ofreciendo tours por 10 céntimos (lo equivalente a 1,22 $ / 1,17 € de 2017 / 2019 respectivamente),
En 1936, debido a la urbanización de un nuevo lote siendo planeada en su cercanía, Leedskalnin decidió mover el ya empezado Castillo de Coral de su emplazamiento original en Florida City a su ubicación actual en Homestead, donde compró 4 hectáreas (10 acre) de tierra. Durante los 3 años siguientes se dedicó a mover las estructuras del castillo piedra a piedra, cubriendo una distancia de 16 km (10 mi) entre ambas localidades.
En diciembre de 1951 dejó una nota en la entrada principal que leía "Going to the Hospital" (He ido al médico) y cogió un autobús al Jackson Memorial Hospital en Miami. Murió 3 días más tarde de malnutrición, debido a cáncer de estómago. Tenía 64 años.

## Obras
Durante su vida, Edward Leedskalnin publicó cinco folletos, anunciándolos en periódicos locales. A saber:
- A Book in Every Home. Containing Three Subjects: Ed's Sweet Sixteen, Domestic and Political Views[5] (1936)
- Magnetic Current; Mineral, Vegetable and Animal Life[6] (1945)
- Magnetic Current (19 páginas)[7] (1945)
- Magnetic Base[8]
- Magnetic Current (4 páginas)[9] (1946)

### Un Libro en Cada Hogar
El primer y más extenso de sus folletos es un tratado en educación moral, el cual está solamente impreso en las páginas de la izquierda, y comienza con el siguiente prefacio:

Lector, si por algún motivo no te gusta lo que digo en este pequeño libro, he dejado tanto espacio como usé para que puedas escribir tus propias opiniones en el lado contrario, y que así veas si tú puedes hacerlo mejor.

El autor
Edward Leedskalnin

En la primera parte, Leedskalnin manifiesta su enfado con su "Sweet Sixteen", argumentando que las chicas deberían mantenerse puras, y que los chicos ejercen principalmente una influencia contaminante en ellas. En la página 4 de Un Libro para Cada Hogar, Leedskalnin escribe:

Todo lo que hacemos debería de ser con un buen propósito, pero como todo el mundo sabe, a una chica joven no le allega nada bueno de un joven atrevido. Cuando una chica tiene dieciséis o diecisiete años es mejor de lo que nunca será, pero en cambio un chico a los dieciséis es más atrevido que en cualquier otra etapa de su desarrollo. Es demasiado pequeño para trabajar pero demasiado mayor para pasar el día interno mientras sus padres trabajan, y el permitírsele a una criatura tan atrevida el pervertir a una chica... no funcionaría en aquella que fuese mía. Porque te diré acerca de pervertir. Cualquier cosa hecha, es adecuada si hecha con la persona adecuada, pero si hecha con la persona impropia, es pervertir, y en cuanto a esos chicos siendo tan atrevidos con las chicas, toda y cada vez es impropio.
Edward Leedskalnin

La segunda parte sigue tratando el tema de la educación moral, con varios aforismos dirigidos a los padres acerca del modo correcto de criar a sus hijos. La última parte revela que el reclusivo Leedskalnin tenía fuertes creencias políticas; recomienda el derecho al voto solo para los terratenientes —y en relación con el tamaño de sus tierras— y argumenta que: "Cualquiera que sea demasiado débil para ganarse la vida no es lo suficientemente fuerte como para poder votar".
Algunos autores han sugerido que este folleto de Leedskalnin contiene, codificada entre sus páginas, información adicional acerca de su filosofía e investigación electromagnética, y que las páginas en blanco están provistas para que el lector extraiga este conocimiento del texto. Asimismo, se ha sugerido que la constante referencia de Leedskalnin a su "Dulce Dieciséis" es en realidad una referencia a la relevancia científica y/o numerológica del número 16 en su investigación y teorías.
También escribió que la tarea más importante de una madre es asegurarse que su hija se mantenga "casta y fiel".

Si acaso la madre de una niña piense que hay algún chico que necesite experiencia, ella misma podría posar como estación experimental en la que tal atrevido chico pudiere practicar, para así salvar a su niña. A ella misma ya no se le puede hacer más daño. Ya conoce toda la experiencia por la que se pueda pasar, y así en su caso, sería aceptable.
Edward Leedskalnin

### Magnetismo
Los otros cuatro folletos de Leedskalnin tratan de sus teorías acerca del magnetismo, detallando sus teorías referentes a la interacción de la electricidad, el magnetismo y el cuerpo humano. También propone varios experimentos simples con los que validar sus teorías.
Leedskalnin mantenía que toda la materia está sometida a lo que denominó "imanes individuales". También mantuvo que sus científicos contemporáneos buscaban una explicación a la electricidad en los lugares erróneos, y solo eran capaces de apreciar "la mitad de todo el concepto" con "instrumentos de medida unilaterales". De esto escribe:

Los imanes son generalmente indestructibles. Por ejemplo, la madera y la carne humana pueden ser quemadas. Puedes destruir el cuerpo humano, pero no destruir los imanes que mantienen al cuerpo unido. Se van hacia otro sitio. El hierro tiene más imanes que la madera, y cada substancia posee un número diferente de imanes que la mantienen unida. Al hacer una batería con cobre como polo positivo y carne vacuna como polo negativo, obtengo más imanes que cuando hube usado cobre como polo positivo y batata como polo negativo. Ahí puede verse que no hay dos cosas iguales.
Edward Leedskalnin